# Método Ponseti
Método Ponseti ou Método de Ponseti, é uma técnica utilizada pela medicina ortopédica para o tratamento de pé torto congênito que consiste em manipulações e imobilizações seriadas e tenotomia do tendão de Aquiles. Este método tem esse nome por ter sido criado pelo espanhol Ignacio Ponseti na década de 1950.